# Felsenberg (Pfalz)
Der Felsenberg ist ein Berg, der sich im Übergangsbereich von Pfälzerwald und Haardtrand befindet.
Der Felsenberg wurde 1954 unter Naturschutz gestellt. Im Jahr 2000 wurde das Naturschutzgebiet um das benachbarte Berntal im Westen erweitert und in  Naturschutzgebiet Felsenberg-Berntal umbenannt. Es ist mit einer Größe von ca. 300 ha Teil des Europäischen Vogelschutzgebietes Haardtrand sowie Teil des Biosphärenreservats Pfälzerwald.

## Geographie
Der Berg liegt größtenteils auf dem Gebiet der Ortsgemeinde Herxheim am Berg; lediglich die Westflanke befindet sich auf der Gemarkung der Stadt Bad Dürkheim unweit des Stadtteils Leistadt. Er liegt größtenteils innerhalb des Naturschutzgebiets Felsenberg-Berntal. Unmittelbar südlich von ihm verläuft der Schlittgraben. Weiter nördlich befindet sich die Herxheimer Karsthöhle.

## Charakteristika
Der nordwestliche Abhang des Felsenbergs ist besonders stark ausgeprägt.
Die südliche Flanke des Felsenbergs fällt steil ab und bietet dadurch den bekannten, weithin sichtbaren Blick auf das Karstgestein. Auf der nördlichen Seite steigt das Land weiter leicht an, und daher ist die Bruchkante gut zu Fuß zu erreichen. In diesem Bereich existiert allerdings eine seltene Tier- und Pflanzenwelt, die sehr empfindlich auf Begehungen durch Wanderer reagiert. Nach Einschätzung des Vereins für Naturforschung und Landespflege Pollichia ist sie akut bedroht, weil immer mehr Besucher in die gesperrten Bereiche des 50 Hektar großen Gebietes vordringen. Daher wurde im August 2020 das Gebiet um das Plateau des Felsenbergs für Wanderer gesperrt.